# USS Colhoun (DD-85)
USS Colhoun (DD-85/APD-2) là một tàu khu trục thuộc lớp Wickes của Hải quân Hoa Kỳ trong giai đoạn Chiến tranh Thế giới thứ nhất, và tiếp tục phục vụ như một tàu vận chuyển cao tốc với ký hiệu lườn APD-2 trong Chiến tranh Thế giới thứ hai. Nó là chiếc tàu chiến đầu tiên của Hải quân Hoa Kỳ được đặt tên theo Chuẩn đô đốc Edmund Colhoun.

## Thiết kế và chế tạo
Colhoun được đặt lườn tại xưởng đóng tàu của hãng Fore River Shipbuilding Company ở Quincy, Massachusetts vào ngày 19 tháng 9 năm 1917. Nó được hạ thủy vào ngày 21 tháng 2 năm 1918; được đỡ đầu bởi cô A. Colhoun, được đưa ra hoạt động vào ngày 13 tháng 6 năm 1918 dưới quyền chỉ huy của hạm trưởng, Trung tá Hải quân B. B. Wygant, và trình diện để hoạt động cùng Hạm đội Đại Tây Dương Hoa Kỳ.

## Lịch sử hoạt động

### Chiến tranh Thế giới thứ nhất

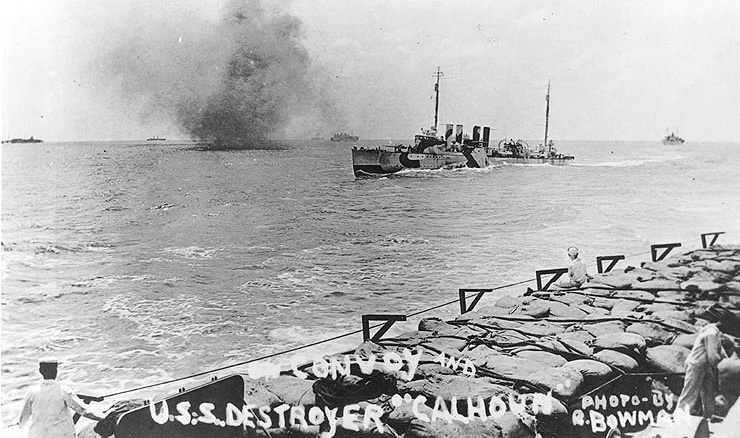
Colhoun trong màu sơn ngụy trang trong khi hộ tống đoàn tàu vận tải chuyển quân, giữa năm 1918

Từ ngày 30 tháng 6 đến ngày 14 tháng 9 năm 1918, Colhoun phục vụ hộ tống cho các đoàn tàu vận tải đi lại giữa New York vào các cảng Châu Âu. Ngày 10 tháng 11 năm 1918, nó đi đến New London để tiến hành thử nghiệm những thiết bị âm thanh vốn đang được phát triển. Ngày 1 tháng 1 năm 1919 nó vội vã đi đến trợ giúp cho chiếc Northern Pacific bị mắc cạn tại đảo Fire, chuyển 194 người đến Hoboken, New Jersey.
Sau các hoạt động tại vùng biển Caribe và ngoài khơi bờ Đông Hoa Kỳ, Colhoun được cho rút gọn biên chế tại xưởng hải quân Philadelphia ngày 1 tháng 12 năm 1919. Sau khi được đại tu tại Xưởng hải quân Norfolk và một thời gian ở lực lượng dự bị tại Charleston, South Carolina, nó quay trở lại Philadelphia, Pennsylvania, nơi nó được cho ngừng hoạt động vào ngày 28 tháng 6 năm 1922.

### Chiến tranh Thế giới thứ hai
Được kéo đến Xưởng hải quân Norfolk ngày 5 tháng 6 năm 1940, Colhoun trải qua một đợt cải biến thành một tàu vận chuyển cao tốc, và được cho nhập biên chế trở lại dưới ký hiệu lườn mới APD-2 vào ngày 11 tháng 12 năm 1940. Nó hoạt động giữa Norfolk và vùng biển Caribe trong các đợt thực tập huấn luyện cho đến khi nó khởi hành đi Nouméa, Nouvelle-Calédonie, đến nơi vào ngày 21 tháng 7 năm 1942. Nó vận chuyển các đơn vị thuộc Tiểu đoàn 1 Biệt kích Thủy quân Lục chiến trong cuộc đổ bộ tấn công đầu tiên lên Guadalcanal vào ngày 7 tháng 8, và tiếp tục phục vụ như là tàu vận chuyển cũng như tuần tra chống tàu ngầm hỗ trợ cho cuộc tấn công.

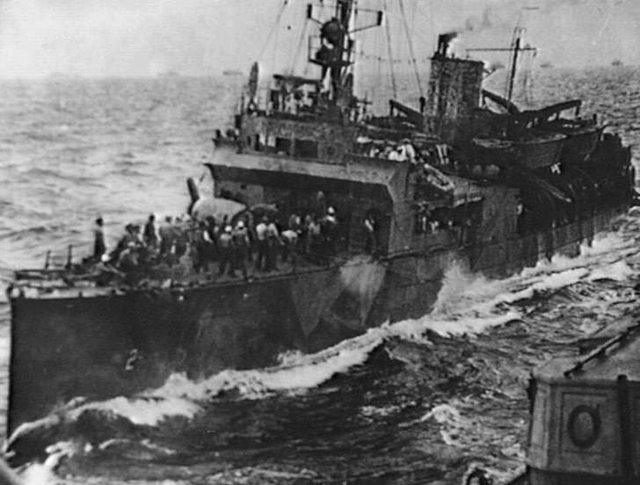
USS Colhoun (APD-2) ngoài khơi Guadalcanal, tháng 8 năm 1942.

Lúc 14 giờ 00 ngày 30 tháng 8 năm 1942, trong khi Colhoun đang tuần tra ngoài khơi Guadalcanal, nó chịu đựng một đợt không kích của quân Nhật. Các cú đánh trúng ban đầu làm hỏng những chiếc xuồng trên tàu và gây một đám cháy dầu diesel từ các mảnh xuồng vỡ. Trong đợt tấn công thứ hai, một loạt các cú đánh trúng bên mạn phải làm gẩy cột ăn-ten chính, nổ tung hai khẩu đội pháo 20 mm và một khẩu pháo 4 inch (102 mm) cũng như làm hư hại khoang động cơ. Hai cú đánh trúng trực tiếp khác đã làm thiệt mạng toàn bộ những người ở sàn sau. Colhoun đắm ở tọa độ 09°24′N 160°01′Đ / 9,4°N 160,017°Đ; 51 người đã thiệt mạng và 18 người bị thương trong trận chiến này. Những người sống sót được các xuồng máy từ Guadalcanal cứu vớt.

## Phần thưởng
Colhoun được tặng thưởng một Ngôi sao Chiến đấu do thành tích phục vụ trong Chiến tranh Thế giới thứ hai.